# Deutsche Bank Park
Waldstadion (officielt: Deutsche Bank Park) er et fodboldstadion i Frankfurt am Main, Tyskland. Stadionet hedder oprindeligt Waldstadion, men har siden juni 2005 i forbindelse med en sponsoraftale med Deutsche Bank haft navnet Deutsche Bank Park.
Stadionet blev indviet 15. juni i forbindelse med Tysklands kamp mod Australien i Confederations Cup.
Fodboldklubben Eintracht Frankfurt har stadionet som hjemmebane.
I forbindelse med VM i fodbold 2006 er der blevet foretaget en del ombygninger og husede bl.a. kvartfinale.
50°4′6″N 8°38′43″Ø / 50.06833°N 8.64528°Ø